# Feathered Dreams
Feathered Dreams és una pel·lícula dramàtica nigeriano-ucraïnesa del 2012, dirigida per Andrew Rozhen, qui també protagonitza la pel·lícula juntament amb Omoni Oboli. És la primera col·laboració cinematogràfica entre Nigèria i Ucraïna, i es desenvolupa en el marc de les dificultats associades amb ser estrangera a Ucraïna. És també el primer llargmetratge ucraïnés en anglés.

## Producció
La coproducció es feu pel desig dels cineastes ucraïnesos d'ingressar al mercat cinematogràfic nigerià i africà en general. La indústria del cinema ucraïnesa enfrontava dificultats de finançament i falta de suport estatal, per la qual cosa buscaven altres alternatives. Igor Maron, un dels productors, va declarar que es va sentir inspirat a ser part del projecte després de visitar Abuja, Nigèria, i trobar tants nigerians que podien parlar rus i ucraïnés com a antics estudiants de l'extinta Unió Soviètica, tenint la idea de fer una pel·lícula que se centrara en la comunitat estrangera a Ucraïna. El director Andrew Rozhen va haver de viatjar dos vegades a Nigèria per a familiaritzar-se amb els mètodes de producció de Nollywood. La filmació es va realitzar a Kíev el 2011, sent el primer projecte col·laboratiu entre tots dos països i el primer en anglés per al cinema ucraïnés. Omoni Oboli va viatjar dos vegades a Ucraïna durant el rodatge, passant sis i dos setmanes respectivament. El director i protagonista, Rozhen, no tenia experiència prèvia en l'actuació. La decisió de participar en la pel·lícula com a actor es va deure a la manca d'actors de parla anglesa al seu país.
La música va ser composta per Sergey Vusyk. La banda sonora original va ser llançada pel segell musical Lavina i Highlight Pictures.
La pel·lícula va ser nominada a dos premis en els Golden Icons Academy Movie Awards 2013, "Millor pel·lícula de la diàspora" i "Millor director de cinema - Diàspora".